# Trampolim (salto ornamental)

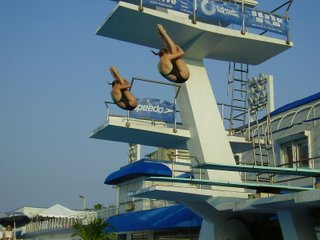
Dupla australiana saltando do trampolim de 3 m.

O trampolim é utilizado em duas provas olímpicas individuais e em provas sincronizdas dos saltos ornamentais de ambos os sexos. Em Olimpíadas, as provas dividem-se em trampolim de 3 m masculino e feminino e salto sincronizado do trampolim de 3 m masculino e feminino. Já em campeonatos mundiais, além destas provas, homens e mulheres disputam ainda o trampolim de 1 m. Presente desde a segunda edição olímpica, o trampolim de 3 m teve como maiores vencedores das provas sincronizdas os chineses, tanto no masculino quanto no feminino. Entre as mulheres, a maior vencedora é a pentacampeã Guo Jingjing mundial e bicampeã olímpica, já entre os homens o norte-americano Greg Louganis e o chinês Xiong Ni são únicos bicampeões olímpicos, enquanto Phil Boggs é tricampeão mundial.
Enquanto aparelho, é uma prancha de 4,8 metros flexível, da qual os saltadores ornamentais pulam para realizarem suas acrobacias antes de chegarem à água. As distâncias, como os nomes das provas, são de 1 m e 3 m.